# Vuelo 435 de Invicta International Airlines
El vuelo 435 de Invicta International Airlines (IM435) era un Vickers Vanguard 952, que volaba de Bristol Lulsgate (Reino Unido) a Basilea (Suiza), que se estrelló contra una ladera boscosa cerca de Hochwald (Suiza) el 10 de abril de 1973. El avión dio un salto mortal y se rompió, matando a 108 personas, con 37 supervivientes. Hasta la fecha, este es el accidente más mortal que involucra a un Vickers Vanguard y el accidente de aviación más mortal que ha ocurrido en suelo suizo. Muchos de los 139 pasajeros del vuelo chárter eran mujeres, miembros del Gremio de Damas de Axbridge, de las ciudades y pueblos de Axbridge en Somerset, Cheddar, Winscombe y Congresbury. El accidente dejó a 55 niños sin madre.
El piloto Anthony Dorman se desorientó, identificó erróneamente dos balizas de radio y se perdió otra. Cuando el copiloto Ivor Terry se hizo cargo, su aproximación final se basó en la baliza incorrecta y el avión se estrelló contra la ladera. Dorman había sido previamente suspendido de la Real Fuerza Aérea Canadiense por falta de habilidad y había fallado ocho veces en su prueba de calificación de vuelo por instrumentos en el Reino Unido. Como resultado del accidente, se introdujeron regulaciones más estrictas en el Reino Unido.
A pesar de las conclusiones del informe oficial suizo, un comentarista, el expiloto de KLM Jan Bartelski, ha argumentado que es posible que los pilotos no sean los únicos culpables y que existe la posibilidad de que se desvíen de su curso por transmisiones de balizas "fantasma" causadas por líneas eléctricas.

## Vuelo

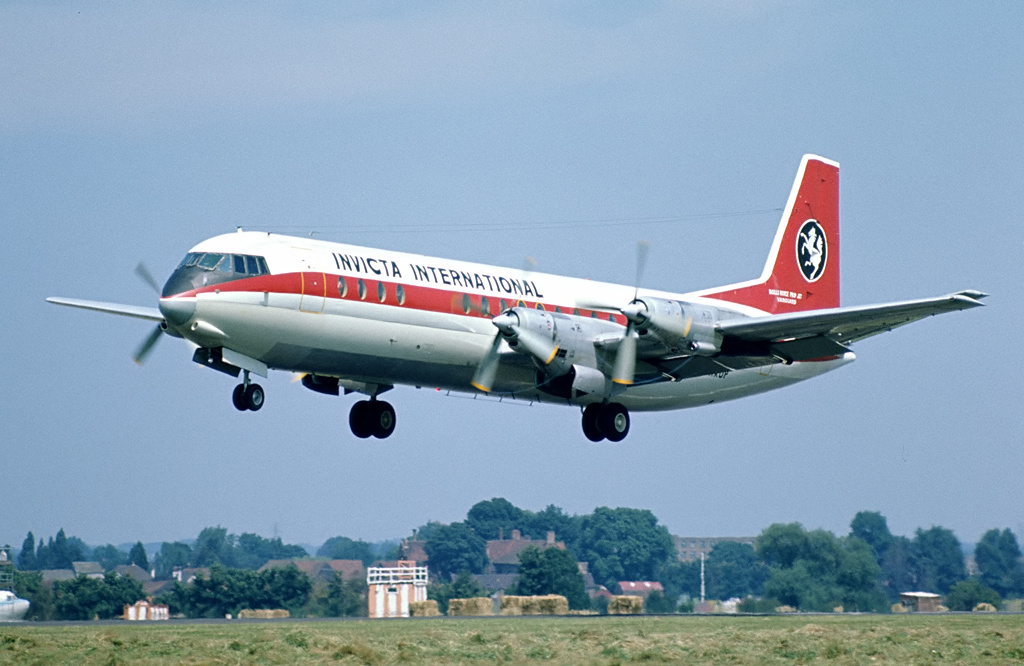
G-AXOP, la aeronave involucrada en el accidente visto en 1971 en el aeropuerto de Londres Southend.

El avión era un Vickers Vanguard 952, registrado como G-AXOP y fue fletado por una compañía de viajes con sede en Gran Bretaña. El vuelo 435 despegó del aeropuerto de Bristol (Lulsgate), Lulsgate Bottom, North Somerset , Reino Unido, con destino al aeropuerto internacional EuroAirport Basel Mulhouse Freiburg en Basilea , Saint-Louis, Francia. El aeropuerto estaba ubicado a pocos kilómetros de la frontera entre Suiza y Alemania . Temprano en el día del vuelo del accidente, la aeronave partió de Londres 's aeropuerto internacional de Luton e hizo un vuelo de posicionamiento corto a Bristol , donde 139 pasajeros subieron.
A las 07:19 UTC, el vuelo 435 despegó de Bristol. El capitán Anthony Dorman voló el avión, mientras que su copiloto, el capitán Ivor Terry, se ocupaba de la comunicación. El vuelo transcurrió sin incidentes hasta su primera aproximación. Era de día en ese momento, por lo que la tripulación podía obtener fácilmente referencias visuales. Sin embargo, se informó de una fuerte tormenta de nieve en Basilea, lo que redujo la visibilidad allí.
Mientras se acercaba a Basilea, el vuelo 435 pasó dos balizas de aproximación, llamadas balizas MN y BN, la última de las cuales era el marcador exterior del Sistema de Aterrizaje por Instrumentos en el aeropuerto. Sin embargo, el avión se sobrepasó. El Capitán Dorman luego inició una vuelta.
A las 09:08 UTC, mientras el vuelo 435 estaba maniobrando para su segunda aproximación, la torre de control de Basilea recibió una llamada telefónica de un meteorólogo y un excomandante de la aeronave que informaba que apenas dos minutos antes, el vuelo 435 había volado sobre el Observatorio Binningen (aproximadamente ocho kilómetros al sureste del aeropuerto) a una altura de unos cincuenta metros en dirección sur; instó a las tripulaciones del vuelo 435 a subir de inmediato. Durante la aproximación, varios pasajeros vieron brevemente varias casas en el suelo. Mientras el meteorólogo todavía estaba al teléfono, la tripulación informó que habían pasado la primera baliza, llamada MN. Se les indicó que pasaran la segunda baliza, BN. En realidad, cuando la tripulación informó sobre MN, en realidad estaban cerca de una tercera baliza, BS, y ya habían sobrevolado el aeropuerto en dirección sur.
A las 09:11 UTC, el Centro de Control de Área de Zúrich preguntó al Control de Basilea si tenían un avión que volaba desde el aeropuerto hacia Hochwald, ya que habían observado un eco no identificado en su pantalla de radar, a unas pocas millas al sur de Basilea. La Torre de Control de Basilea lo negó, pero cuando el controlador revisó su pantalla de radar, vio un eco no identificado que se movía hacia el sur, a unas pocas millas del aeropuerto. A pesar de esto, el vuelo 435, habiendo informado que había pasado la baliza BN, recibió una autorización de aterrizaje.
Después de terminar su llamada telefónica con Zúrich, el controlador de Basilea preguntó si el vuelo 435 estaba seguro de que habían pasado la baliza BN. El vuelo 435 respondió que tenían una "indicación falsa" y que se estaban uniendo al localizador, una señal electrónica que marcaba la línea central extendida de la pista. Luego, la tripulación confirmó que estaban establecidos en la trayectoria de planeo y el localizador, mientras que el controlador declaró que no podía verlos en la pantalla de su radar. El controlador luego informó a la tripulación: "Creo que no está en el ... está en el sur del aeródromo". El vuelo 435 no respondió. Después de este mensaje, todas las llamadas al vuelo 435 quedaron sin respuesta.
A las 09:13 UTC, el avión rozó la zona boscosa de una serie de colinas en Jura y se estrelló en la aldea de Herrenmatt, en la parroquia de Hochwald, a unas diez millas (16 km) al sur del aeropuerto y mientras volaba lejos de él. . El avión dio un salto mortal y explotó, varias partes del mismo se incendiaron. 108 pasajeros y tripulantes murieron, mientras que otros 37 sobrevivieron al accidente; 36 de ellos resultaron heridos, mientras que una azafata resultó ilesa.
Al golpear el suelo, el avión se partió en varias secciones. Mientras que las partes delanteras fueron "destruidas en pedazos", una sección de la cola quedó sustancialmente intacta. Esta fue la zona donde se encontraron la mayoría de los supervivientes. Todos los que estaban sentados en la parte delantera del avión murieron.
A raíz del accidente, los supervivientes comenzaron a ayudarse entre sí. Estaba nevando en ese momento y la hipotermia podría ocurrir fácilmente. Mientras sacaban cadáveres de los escombros, comenzaron a cantar himnos para mantener el ánimo en alto. Poco después, un niño de una finca cercana encontró a los sobrevivientes y los condujo a su casa, donde su familia los refugió y cuidó de ellos mientras esperaban que llegaran los servicios de rescate.

## Pasajeros y tripulación
La mayoría de los pasajeros y la tripulación eran ciudadanos británicos, entre ellos un grupo de mujeres de Axbridge en Somerset , Reino Unido.
El piloto que manejaba la aeronave era el Capitán Anthony Noel Dorman, ciudadano canadiense, nacido en 1938, con licencia de piloto británica válida y habilitación de tipo para un Vickers Vanguard , Britten-Norman BN2 Islander , Douglas DC-3 y Douglas DC-4 . El capitán Dorman había comenzado su entrenamiento de vuelo con la Real Fuerza Aérea Canadiense en 1963, pero pronto se suspendió debido a su insuficiente aptitud para volar. Tras su baja de la Fuerza Aérea, obtuvo una licencia de piloto privado canadiense. Más tarde obtuvo una licencia de piloto comercial y finalmente una licencia de piloto comercial senior, y luego una licencia de piloto nigeriano.
El Capitán Dorman había intentado al menos nueve veces en el Reino Unido obtener una licencia de habilitación de instrumentos para aeronaves ligeras y la obtuvo con éxito en enero de 1971. Había fallado la prueba varias veces debido al manejo inadecuado de los controles y la falta de conocimientos teóricos. Más tarde obtuvo habilitaciones de tipo para volar los tipos de aeronaves DC-3, DC-4 y Vickers Vanguard, aunque solo después de fallar su prueba de vuelo al menos una vez en cada ocasión. También en enero de 1971, obtuvo una licencia de piloto de línea aérea británica y más tarde se unió a Invicta International Airlines . En el primer año fue contratado por Invicta como copiloto en un Douglas DC-4 , y más tarde en un Vickers Vanguard. En octubre de 1972, fue ascendido a Capitán.
Se creía que el capitán Dorman tenía una experiencia de vuelo total de 1.205 horas, con aproximadamente 1.088 horas en el Vickers Vanguard, aunque las discrepancias en el contenido del libro de registro de su piloto hicieron imposible saber cuántas horas había volado. Tenía experiencia previa en Basilea, habiendo realizado 33 aterrizajes previos allí, nueve de los cuales fueron aproximaciones por instrumentos. Había volado diecisiete veces antes con el copiloto Capitán Terry.
El copiloto, el capitán Ivor William Francis Terry, nació en 1926. Era ciudadano británico y tenía una licencia de piloto de línea aérea británica. Había comenzado su entrenamiento de vuelo con la Royal Air Force en octubre de 1944 y había sido piloto militar desde 1947, con experiencia volando aviones Lancaster, Shackleton, Varsity y Valleta.
El Capitán Terry fue ascendido a Capitán en octubre de 1968 en un DC-4 y obtuvo una habilitación de tipo Vickers Vanguard en 1971. Tuvo una experiencia de vuelo total de 9.172 horas, de las cuales 3.144 fueron en el tipo. Había aterrizado 61 veces en Basilea, catorce de ellas siguiendo aproximaciones por instrumentos.

## Investigación
La aeronave solo estaba equipada con un registrador de datos de vuelo . En el momento del accidente, las regulaciones de aviación en el Reino Unido no requerían la presencia de una grabadora de voz en cabina en cada avión de la categoría de transporte.
Las agencias meteorológicas informaron que hubo tormentas de nieve durante la aproximación del vuelo 435, lo que limitaría la visibilidad. Como Basilea estaba ubicada en una zona montañosa, esta visibilidad limitada podría ser peligrosa ya que la aeronave, como la mayoría de los aviones de pasajeros de su época, no estaba equipada con un sistema de advertencia de proximidad al suelo (GPWS).

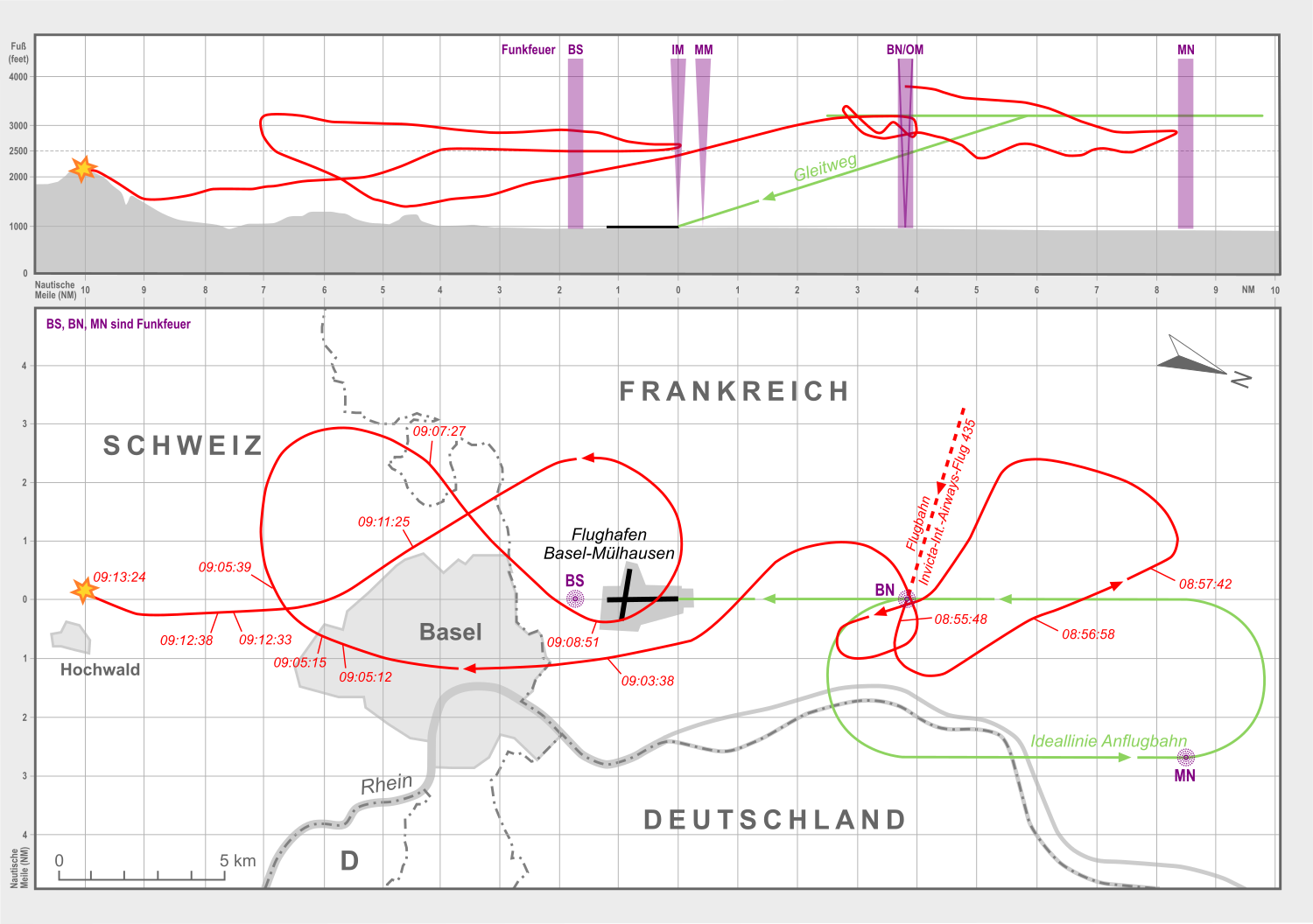
Ruta de vuelo del vuelo 435 de Invicta Airlines según la grabación del registrador de datos de vuelo.

Según las grabaciones del Control de tráfico aéreo, el controlador aéreo de Basilea declaró que el vuelo 435 no se dirigía a la baliza seleccionada durante su última aproximación, mientras que la tripulación del vuelo declaró que estaban en la baliza. Esto podría indicar una señal defectuosa o un equipo de navegación defectuoso. Si la falla estaba en el sistema de navegación, esto podría explicar por qué el avión se desvió de su ruta seleccionada. Sin embargo, los investigadores de accidentes suizos consideraron que era más probable que la tripulación de vuelo cometiera un error de navegación y no lo detectara al descuidar el uso de otras radioayudas para la navegación para monitorear su progreso.
La investigación sobre el ADF de Vanguard reveló que el ADF tenía uniones mal soldadas en su servoamplificador de lazo en el sistema No 1. Estas uniones mal soldadas podrían haber provocado interrupciones intermitentes de las conexiones eléctricas individuales en el amplificador. Esta falla no fue notada por la tripulación. La investigación no pudo determinar la causa de la falla.
Ambas tripulaciones de vuelo, el Capitán Dorman y el Capitán Terry, tenían una calificación de Capitán. Sin embargo, el Capitán Terry tenía mucha más experiencia que el Capitán Dorman. El Capitán Terry manejó el primer segmento de ruta, de Luton a Bristol, mientras que el Capitán Dorman manejó la ruta de Bristol a Basilea. La experiencia ha demostrado que este tipo de combinación de tripulaciones tiene consecuencias indeseables. El piloto en el asiento derecho, el Capitán Terry, no tenía suficiente experiencia como copiloto. Debido a que era un Capitán de alto rango, actuó y pensó como tal en lugar de como un copiloto.
Las inclemencias del tiempo, y el hecho de que la modulación de las balizas MN y BN no cumplía con los requisitos de la OACI, hicieron que todas las tripulaciones de todos los vuelos que se acercaban a Basilea en ese momento tuvieran algunas dificultades. La indicación del ADF era utilizable, pero no era lo suficientemente fiable. Debido a que no era confiable, era esencial monitorear la posición de la aeronave mediante ayudas de navegación adicionales libres de estática, o por radar desde tierra. Los investigadores del accidente concluyeron que estaba claro que la tripulación no lo había hecho.